# Ист Маунтин (Тексас)
Ист Маунтин (енгл. East Mountain) град је у америчкој савезној држави Тексас. По попису становништва из 2010. у њему је живело 797 становника.

## Демографија
Према попису становништва из 2010. у граду је живело 797 становника, што је 217 (37,4%) становника више него 2000. године.
| Група             | 2000.       | 2010.       |
| Белци             | 544 (93,8%) | 718 (90,1%) |
| Афроамериканци    | 9 (1,6%)    | 22 (2,8%)   |
| Азијати           | 1 (0,2%)    | 3 (0,4%)    |
| Хиспаноамериканци | 20 (3,4%)   | 35 (4,4%)   |
| Укупно            | 580         | 797         |